# Куніча
Куніча (рум. Cunicea) — село у Флорештському районі Молдови. Утворює окрему комуну.

## Населення
За даними перепису населення 2004 року у селі проживала 3841 особа.
Національний склад населення села:
| Національність       | Кількість осіб | Відсоток  |
| -------------------- | -------------- | --------- |
| росіяни              | 2474           | 64,4%     |
| українці             | 1167           | 30,4%     |
| молдавани румуни     | 190 2          | 4,9% 0,1% |
| гагаузи              | 2              | 0,1%      |
| болгари              | 1              | < 0,1%    |
| поляки               | 1              | < 0,1%    |
| інша / без відповіді | 4              | 0,1%      |
| Всього               | 3841           | 100%      |